# Cortes de cerdo
Los cortes porcinos o de cerdo son los diferentes cortes de la carne de cerdo, es decir, diferentes partes del cerdo (Sus scrofa domestica) que los humanos consumen como alimento. La terminología y el alcance de cada corte varía de un país a otro.
Al inicio de la carnicería, se divide el animal en 4-6 «cortes primarios», que son las secciones básicas de las que se cortan filetes y otras subdivisiones. Estos son: el hombro, el lomo, las costillas y las patas.

## Cortes

### Cabeza
La cabeza de cerdo es apreciada en algunas culturas para elaborar carne picada, salchichas y otros embutidos. También es apreciado para incluirse en guisos, pues aporta buen sabor, o también se fríe y asa. Es una carne muy melosa (gelatinosa) y sabrosa. Algunas subdivisiones son:
- Carrillera o galta, que es la mejilla del cerdo. Es apreciada por su textura melosa.
- Huesos de la cabeza, usados para hacer caldo.
- Lengua de cerdo (250 g)
- Morro o hocico, llamado trompa en México.
- Oreja de cerdo, que se suele freír u hornear.
- Papada, una pieza con alto contenido graso, ubicado en la parte baja del cuello.
- Sorpresa, en el caso del cerdo ibérico (España y Portugal), es su músculo temporal.[6]
- Pestorejo , son las orejas del cerdo
- Careta, está compuesta por el morro y por las orejas o pestorejo aunque a veces se vende sin estas.[7]

### Parte inferior(costillar y tocino)
El cerdo consta de 24 costillas (o 12 por lado), que son huesos cartilaginosos y muy sabrosos. Se suelen cocinar enteras o por costilla, con o sin hueso.

### Parte superior(lomo y hombros)
El lomo se corresponde con la espalda del animal, es decir, la parte superior central. Es un corte alargado y cilíndrico y su carne magra y tierna, por lo que se considera de gran calidad.

### Patas
Los jamones son las patas del animal, aunque en algunas culturas, «jamón» hace referencia exclusivamente a las patas traseras, mientras que la paleta o paletilla a las patas delanteras. Los jamones traseros son más apreciados que las paletas, aunque ambos tienen una carne bastante jugosa debido a la infiltración grasa natural.
- Rabo, las vértebras finales de la cola, cuya carne es cartilaginosa y poco apreciada. Por su sabor fuerte, se usa principalmente en guisos
- Manos, manitas, patas o patitas. Esta parte del cerdo contiene muchos huesillos y cartílagos y es gelatinosa.

### Vísceras
- Corazón
- Pulmón o bofe
- Estómago o buche
- Hígado
- Tripas, moño o trenza, que son el intestino delgado / grueso
- Bazo o pajarilla
- Riñones
- Sesos
- Criadillas, que son los testículos.
- Castañuela, en el caso del cerdo ibérico, son sus glándulas salivares, las cuales se consideran un manjar en algunas áreas de España.[9]

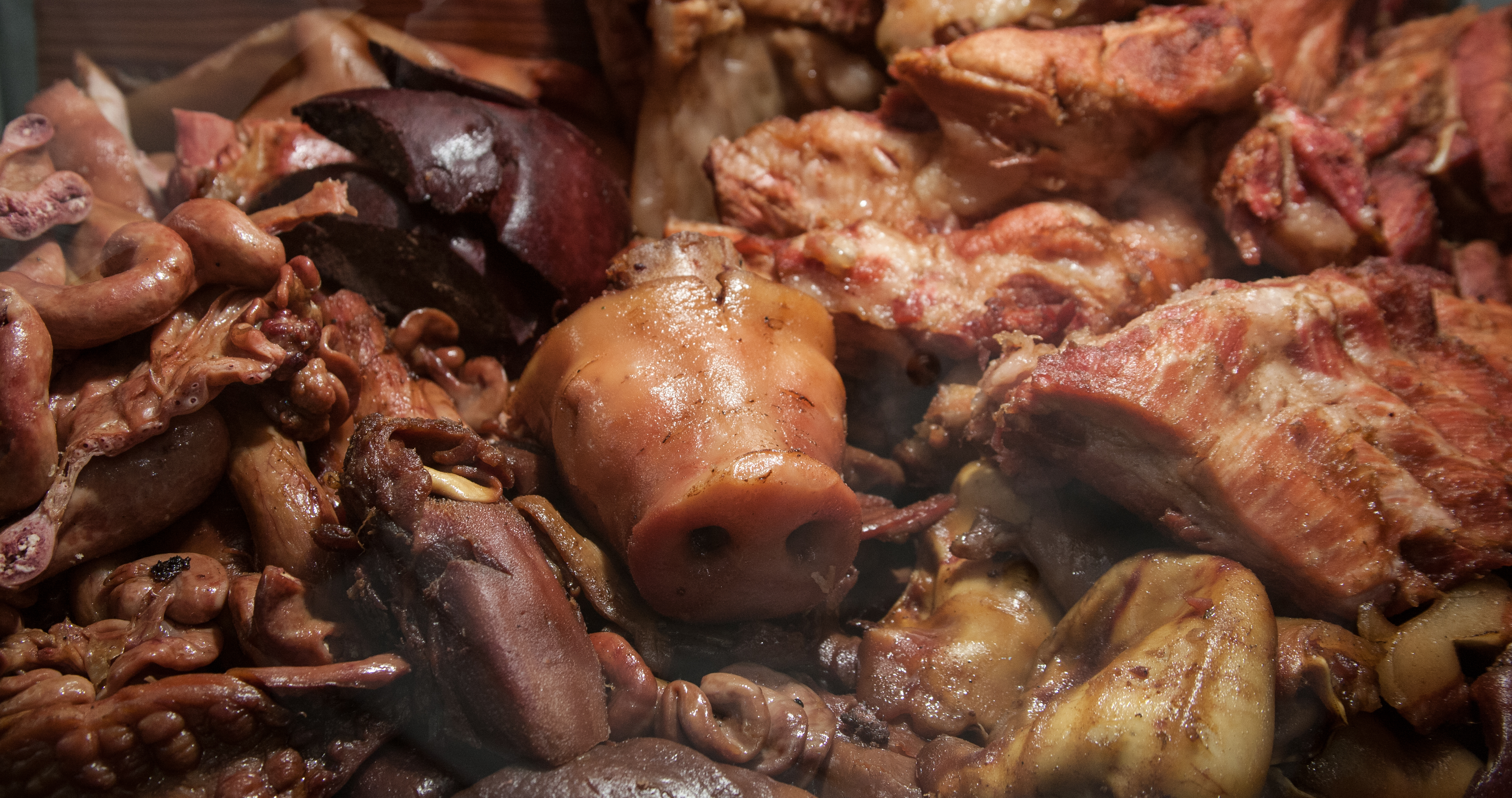
Carnitas.

En México, otros órganos menos comunes pero igualmente comestibles se usan para elaborar las tradicionales carnitas:
- Pera, que es el ano
- Nana, que es el útero
- Viril, que es el pene
- Perilla, que es la garganta
- Pajarilla, que es el páncreas
- Nenepil, antiguamente hacía referencia a la lengua, hoy en día es una combinación de nana (útero) y buche (Estómago).
- Cuerito, que es la piel

## Por país

### Estados Unidos
En los Estados Unidos, existen cuatro cortes primarios, de los que se obtienen varios cortes secundarios (la traducción al castellano se corresponde con los cortes en México, véase más abajo):
- Shoulder (espaldilla completa)
  - Boston Butt (cabeza de lomo)
  - Shoulder loin chops (chuletas de espaldilla), con o sin hueso
  - Shoulder steaks (filetes de espaldilla)
- Belly (barriga, panceta, bacón, tocineta)
  - Belly single ribbed (costilla individual)
  - Brisket bones (huesos de las costillas)
  - Spareribs (costillar)
- Leg (pata o cuarto trasero)
  - Full leg (pata entera, jamón, pernil)
  - Knucle (bola), carne magra sin hueso, se suele hornear o para hacer jamón cocido.
  - Hindshank (chamorro)
  - Inside muscle (pulpa negra), carne magra sin hueso
  - Outside muscle (pulpa blanca), contiene el cuete o gusano
- Loin (lomo)
  - Back ribs (costillas de lomo)
  - Full loin (lomo completo)
  - Loin chops (chuletas de lomo), con o sin hueso
  - Tenderloin (solomillo o filete)
  - Tenderloin medalions (solomillo cortado en medallones)
  - Riblets (costeletas o entrevértebras)
  - Sirloin (aguayón)
  - Shoulder end (extremo de la cabeza de lomo)
- Head (cabeza)
  - Jowl (papada)

### Colombia
En Colombia, existen cuatro cortes primarios, de los que se obtienen varios cortes secundarios:
- Pierna, pernil o jamón; se refiere a las patas traseras
  - Bola de pierna o huevo de aldana (cuádriceps femoral)
  - Bota de pierna (bíceps femoral)
  - Centro de pierna (sartorio)
  - Cadera (glúteos y tensor de la fascia lata)
  - Muchacho (semimembranoso)
  - Ossobuco o codito (tendones y huesos del tarso)
- Brazo, brazuelo o paleta; son las patas delanteras
  - Codito, codillo o antebrazo (músculos extensores)
  - Chuleta de brazo
  - Loncha de brazo, escalopa o milanesa
- Costilla con tocino, plancha o costillar
  - Tocino barriguero (recto del abdomen entre otros)
  - Costilla
- Lomo, cañón o tren de chuletas
  - Lomo o cañón (longísimo, iliocostal y espinoso)
  - Cabeza de lomo o de cañón, o bondiola (únicamente el espinoso)
  - Solomo, solomito, lomo viche (psoas e iliaco)
- Subproductos y otras porciones
  - Chicharrón o tocino de pierna (piel de la pierna)
  - Chicharrón o tocino de brazo (piel del brazo)
  - Chicharrón o tocino de la papada (piel del cuello)
  - Murillos, pepinos, lagartos, babilla (músculos extensores digitales y flexores del miembro pelviano)
  - Punta de anca (bíceps femoral)
  - Falda (transverso y recto abdominales y serrato dorsal)
  - Pezuñas
  - Hueso del espinazo
  - Colita
  - Cabeza
  - Oreja
  - Papada
  - Pella o empella
  - Careta
  - Vísceras: bazo, hígado, pulmones, riñones, estómago, corazón y lengua.

### México
En México, existen siete cortes primarios, de los que se obtienen más de treinta cortes secundarios:
- Cabeza de lomo; cabeza de lomo cuadrado, queen steak, presa, badiola
- Lomo; chuletas, entrecot mariposa, hueso de espinazo, caña de lomo, lomo con filete, back ribs, filete especial
- Jamón; aguayón, recortes magros, muchacho, sábana, bistec, codillo, pulpa
- Tocino; panceta, tocineta, tocino sin falda, tocino
- Costillas; costilla cargada, spare ribs, costilla rasurada, costilla especial, carrillera
- Espaldilla; espaldilla con hueso, codillo trasero, pierna delantera.
- Filete.

Cuando en México se habla de maciza, se hace referencia a cualquier carne magra (es decir, sin grasa) que puede provenir del lomo, el jamón o la paleta.